# Privileges van 1252

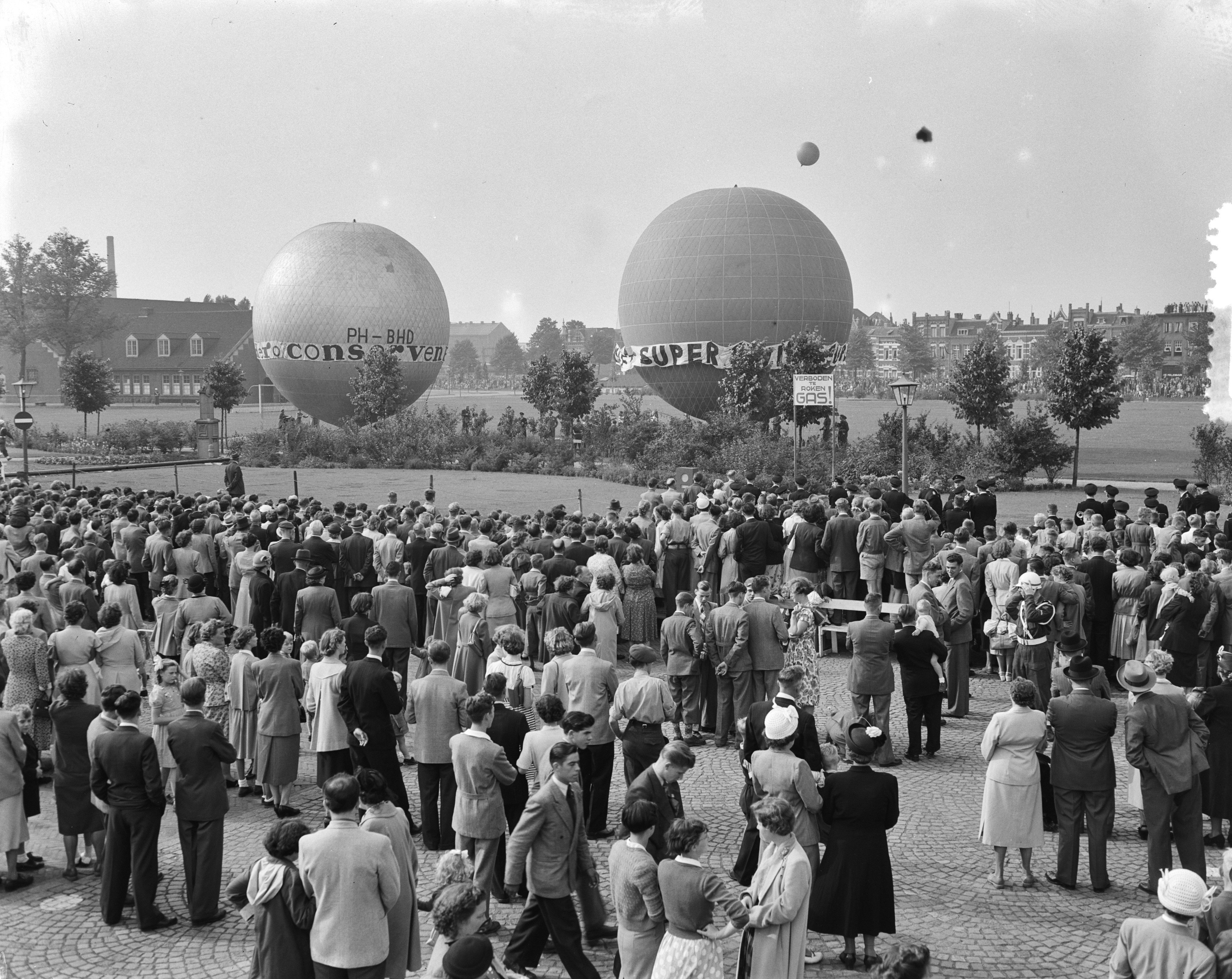
In 1952 vond de viering plaats van "700 jaar Breda"

Breda kocht in 1252 van de heer Hendrik IV van Schoten een aantal privileges. Jarenlang is dit gezien als de verlening van stadsrecht aan Breda, maar dit is echter onjuist. Nadat in 1198 de Heer van Breda leenman van de Hertog van Brabant werd, is de stad rond 1200 omwald met palissaden en stenen poorten. Dit valt samen met de Vrede van Leuven, waarin werd bepaald dat Holland afzag van alle aanspraken op het Land van Breda. Mogelijk dat Breda hiermee stadsrechten kreeg; een oorkonde ontbreekt echter. Het stadsarchief van Breda houdt echter wel vast aan 1252 als het jaar van de stichting van Breda.
De privileges werden op 23 juni 1252 gekocht door de stad Breda van de Heer van Schoten. De gevolgen voor de bevolking van Breda waren:
1. Belastingvrijstelling. De burgers hoefden geen heffingen meer te betalen aan de Heer van Schoten. Er werd van de bevolking geen jaargeld meer geëist.
2. Hierop golden drie gebruikelijke uitzonderingen:
  1. Het ridderschap van de zoon of zonen van de Heer;
  2. Het huwelijk van de dochter of dochters van de Heer;
  3. Het losgeld wat betaald moest worden, als de Heer gevangen was genomen.
3. Landweer. De burgers moesten in tijden van gevaar deelnemen aan de verdediging van de stad of de Baronie.
4. Hofvaart. Het stadsbestuur kreeg vergunning om bij gecompliceerde kwesties eerst de rechtbank van Antwerpen te raadplegen om advies in te winnen, voordat er een vonnis uit te spreken.

Het is duidelijk, dat de punten 1 en 4 voorrechten zijn die de burgerij kocht. De overige punten waren wisselgelden.
De stad heeft deze privileges voor 300 Leuvense Ponden gekocht. De Heer van Schoten had het geld hard nodig, omdat hij de dorpen Schoten, Merksem en Ekeren dreigde kwijt te raken aan Hendrik III van Brabant, de Hertog van Brabant.
De drie dorpen golden als onderpand op een schuld die zijn vader had uitstaan aan een zekere Arnold van Diest. De schuld bedroeg 1000 Leuvense Ponden. De schuld werd echter niet afgelost. Er ontstond een rel, waarbij zelfs de Paus werd verwittigd.
In 1250 werd een aflossing van 100 ponden gedaan. Afgesproken werd, dat de overige 900 ponden in drie jaar werd afgelost in drie termijnen van 300 ponden. De 300 ponden moest steeds op 24 juni voldaan worden. In 1252 kwam de datum van 24 juni steeds dichterbij, terwijl de Heer het geld nog niet bijeen had. De Heer van Breda bood een oplossing. 300 ponden voor de privileges. Hiermee kon deze termijn voldaan worden. Het is niet bekend hoe de laatste 300 ponden zijn voldaan.